# The Way of All Men
The Way of All Men is een Amerikaanse dramafilm uit 1930 onder regie van Frank Lloyd. De film is wellicht zoekgeraakt.

## Verhaal
In een café aan de Mississippi gaat op een dag het hoogwateralarm af. De kastelein vergrendelt de waterdichte deuren van zijn etablissement. Wanneer de klanten bang worden dat ze door verstikking zullen omkomen, kan een predikant hen overtuigen om hun leven om te gooien.

## Rolverdeling
| Acteur                | Personage   |
| --------------------- | ----------- |
| Douglas Fairbanks jr. | Billy Bear  |
| Dorothy Revier        | Poppy       |
| Robert Edeson         | Swift       |
| Anders Randolf        | Frazer      |
| Ivan F. Simpson       | Higgins     |
| William Orlamond      | Nordling    |
| Henry Kolker          | Sharp       |
| Louis King            | Levee Louie |
| William Courtenay     | Predikant   |
| Noah Beery            | Stratton    |
| Wade Boteler          | Charlie     |
| Dorothy Mathews       | Edna        |
| Pat Cummings          | Dick        |
| Alona Marlowe         | Gwen        |
| Eddie Clayton         | Jack        |